# Haggenmacher Károly
Haggenmacher Károly, (Winterthur, 1835. március 13. – Budapest, 1921. augusztus 8.) svájci származású magyar malomgépész, feltaláló.

## Családja
Svájcban született, nagyapja, apja szintén molnár szakmát tanultak. Református vallásúak voltak. Nevük (lefordítva: "szakállaspuska-készítő") mutatja, hogy régi, céhes hagyományokkal rendelkező kézműves família voltak. David Emmanuel Haggenmacher (1795–1862), az apa, sikertelen malombérleti és vendéglátóipari próbálkozás után a malom működési elvére épülő kartonpapír-gyártással alapozta meg vagyonát. Édesanyja: Anna Barbara Wiedmann (1800–1882) volt.  Elsőként a legidősebb fiú, Kaspar Emmanuel (1822–1886) jött Magyarországra (1843/44-ben Debrecenben, 1851-ben Nagyváradon dolgozott, mint molnár), de 1854-ben végleg hazatelepült.
Bátyja, Heinrich Jacob, a későbbi Haggenmacher Henrik (1827–1917), az 1850-es évek elején jött Magyarországra. Előbb a malomiparban, majd a söriparban is vállalatot alapított. Az ő fia volt ifj. Haggenmacher Henrik (1855–1917).

## Tanulmányai
Az elemi iskola elvégzése után polgári iskolában, majd szakiskolában tanult, mindvégig kitűnő eredménnyel. 
A finommechanikai műszerészi tanonckodástól nagymérvű rövidlátása miatt hamar búcsút kellett vennie, molnár-gyakornokként a leideni malomban helyezkedett el.

## Pályafutása
A szakma elsajátítása után mint molnár, először Csehországban vállalt munkát, majd bátyját követve 1856-ban került Magyarországra. A Pesten élő testvérek (Károly és Henrik), a svájci szülők anyagi támogatásának köszönhetően, elhanyagolt malmok feljavításával és eladásával alapozták meg tőkéjüket. Előbb a Henrik által bérelt Teréz-külvárosi Ördögmalomban dolgozott, majd 1863-tól az Első Buda-Pesti Gőzmalmi Társaság szolgálatába lépett főmolnárként. 1869-ben házasságot kötött Szalay Gizella Juliannával (1845–1929), s ugyanekkor műszaki és kereskedelmi igazgatóvá nevezték ki. Ezt a tisztséget csaknem 50 éven keresztül, haláláig betöltötte. (Helyettese 1870-ig Julius Maggi, a híres nyugat-európai Maggi cég alapítója volt).

## Találmányai
Életművét a szakmatörténeti jelentőségű 15 malomipari találmánya jelentette. Első találmányát 1873-ban, az utolsót 1907-ben szabadalmaztatta. A találmányok közül hetet síkszitára, hetet daratisztító gépre, egyet a gabona felületének tisztítására adott be.
Találmányai közül a síkszita hozta meg számára a világhírt, amelyre Haggenmacher 1883-ban, illetve továbbfejlesztett változatára 1887-ben kapott szabadalmat. 1887 óta a malomiparnak nélkülözhetetlen gépévé vált a síkszita. A budapesti Wörner-gyár készítette és forgalmazója Fischer Adolf mérnök volt. A Wörner-gyár alig egy év alatt 200 db síkszitát készített, ami a múlt században kiváló gyártóteljesítménynek számított. A Haggenmacher malmaiban alkalmazott kiterjedt osztályozás eredményeként a termékek széles skáláját: több mint húszféle lisztet és korpát állítottak elő. Ilyen gazdag termékválasztékot manapság sehol sem érnek el.

## Alapításai, adományai
Haggenmacher Károly emberi nagysága más területen is kiemelkedett, számos jótékonysági akcióban vett részt, jelentős támogatást nyújtva ezekhez. Ő alapította a „Bethánia református árvaházat”, mely a második világháborúban megsemmisült. Műgyűjteményének jó részét a budapesti Iparművészeti Múzeumnak ajándékozta. Az első világháborút követő bizonytalan hazai üzleti és pénzügyi viszonyok miatt vagyonának négyötödét svájci jótékonysági intézményekre hagyta és a "Karl Haggenmacher"-alapok jótékony céllal (öregek, rászorultak megsegítése, gyermekek és árvák gondozása, fiatal tehetségek és művészek ösztöndíjjal való támogatása) máig léteznek.
A Magyar Fővárosi Malomegyesület tiszteleti tagja volt.

## Halála
Hosszú, eredményes életútja tragikusan ért véget: 1921. augusztus 8-án budai villájában önkezével vetett véget életének.
A Farkasréti temetőben nyugszik a 46-47-48-49. parcellacsoportot övező díszsor 19. sírboltjában.

## Érdekességek
Festői környezetben áll Budán, a Tündérhegynek nevezett XII. kerületi részen a Szilasy út 3. szám alatt az egykori sörgyáros Istenszeme vendégfogadó, egy óriási park közepén. A 19. század közepén Haggenmacher Károly szerezte meg a zugligeti  uradalom tulajdonát, ahol 1864-ben még vendégfogadó üzemelt.

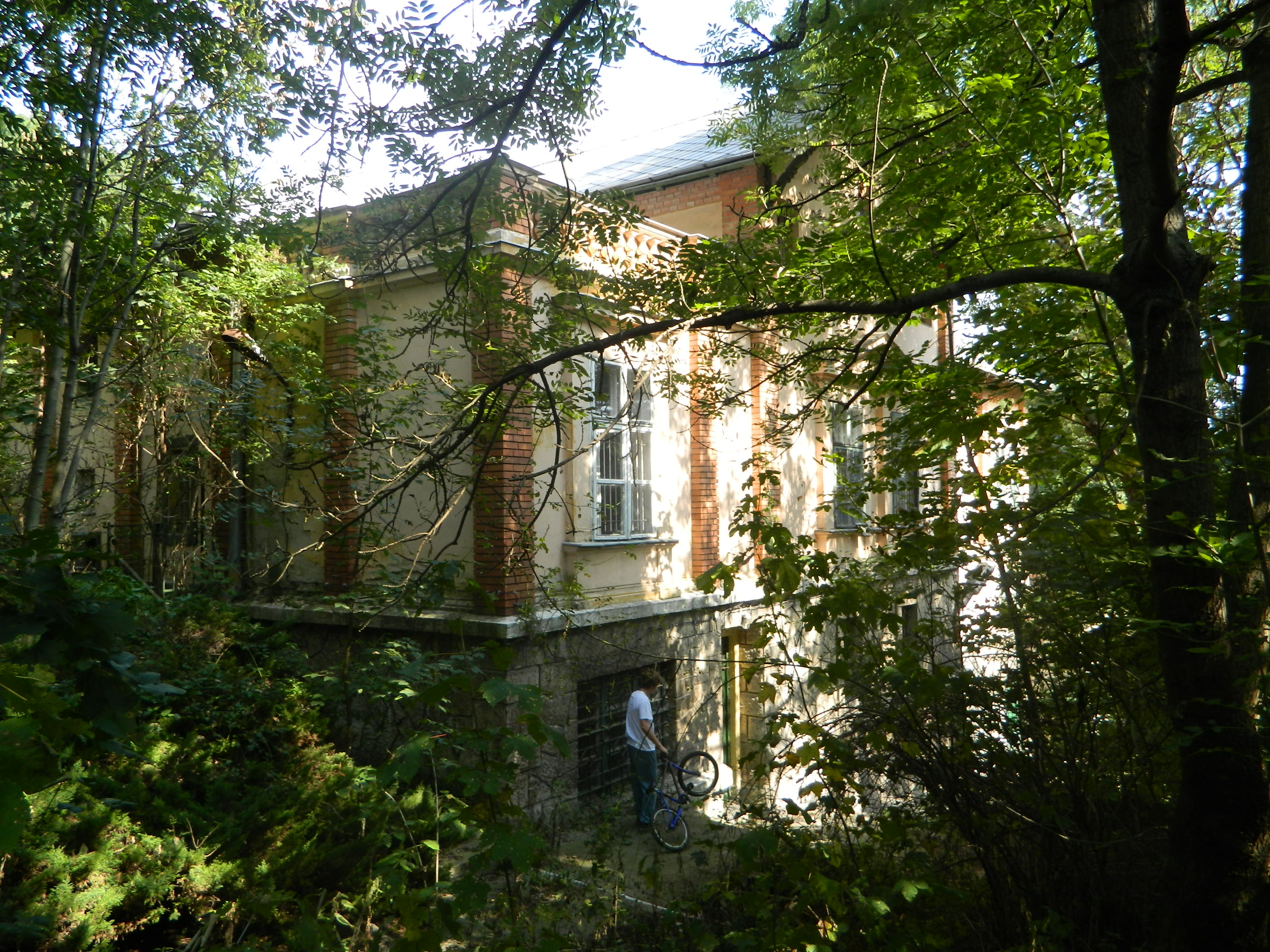
Az egykori Haggenmacher-villa 2011-ben

Károlynak szívügye volt a majorság sorsa. Hatalmas parkjában tó is volt, de erről már csak a leírásokból értesülhetünk (Králich András helytörténész). Gyönyörű kertté varázsolta a tóra néző épület környékét, felismerve, micsoda természeti kincs ez a tengerszemre hasonlító tavacska a karsztos hegyoldalban. Partjára szelídgesztenyefákat ültettetett: csak itt találhatók ilyenek a budai hegyekben. Ezért, és mert a tó különleges elhelyezkedése miatt különleges a mikroklímája is, élvez ma a kert kiemelt védettséget a budai park természetvédelmi övezetén belül. A klasszicista stílusú épület timpanonjában óriási szem volt látható, valamikor Istenszem vendéglő néven csábította a gyönyörű vidékre a budai polgárokat. A Haggermacher család utolsó, még Magyarországon élő rokona, Pekár Zsuzsa így emlékszik vissza a Károly korabeli villára a Turul című folyóirat hasábjain: "… Az a ház színes, berakott üvegablakaival, régi svájci kályháival olyan volt, mint egy ékszer az erdő mélyén…" (A házat Dreher-villának is titulálják, mivel a tulajdonosnak, Károlynak a fivére Dreher lányt vett feleségül, így egyesítvén a sörgyártó dinasztiákat.) Haggenmacher Károly 1921-ben itt lett öngyilkos, talán megvakulása miatt. Gyermektelenül hunyt el. Örököse és unokahúga, Haggenmacher Bertha Luisa - Dreher Jenő sörgyáros felesége - nem sokkal később a fővárosra bízta a nyaralót egy feltétellel: területén gyermekintézetet hozzanak létre.
Budapest székesfőváros birtokolta azontúl az épületet. Külön nevezetessége még a villának, hogy Budapest első Kossuth-szobrát a kertjében állították föl 1913-ban, azon szomorú esemény emlékéül, hogy Kossuth Lajost e ház közelében fogták el az 1837-ben a betiltott Törvényhatósági Tudósítások szerkesztése és terjesztése miatt.
A háború után Kossuth Lajos Gyermekotthon és Általános Iskola néven működött: pszichoorganikusan sérült gyerekek laktak és tanultak benne.